# Fryske dúmkes

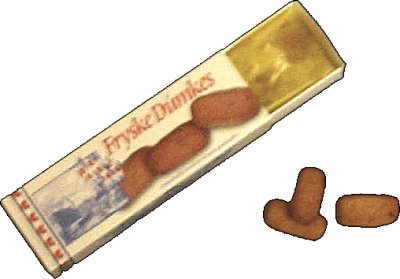

Fryske dúmkes is een typisch Fries streekgerecht. Het zijn zoete, met anijs en gemberpoeder gekruide duimgrote koekjes uit de oven. Daarnaast bevatten de koekjes fijngehakte hazelnoten. Soms wordt ook kaneel gebruikt of andere noten. Zo is er een variant op de Fryske dúmkes, de Amelander dúmkes, waarin de hazelnoten vervangen zijn door amandelen.

## Trivia
In het lied Jelle (2001) vertelt Jelle dat hij een doos Fryske dúmkes op heeft, voordat hij het Tjeukemeer in fietst.